# Ljubnić
Ljubnić är ett samhälle i Bosnien och Hercegovina.   Det ligger i entiteten Federationen Bosnien och Hercegovina, i den centrala delen av landet, 70 km väster om huvudstaden Sarajevo. Ljubnić ligger 839 meter över havet och antalet invånare är 405.
Terrängen runt Ljubnić är kuperad, och sluttar västerut. Närmaste större samhälle är Bugojno, 5,2 km sydväst om Ljubnić. 
Omgivningarna runt Ljubnić är en mosaik av jordbruksmark och naturlig växtlighet. Runt Ljubnić är det ganska tätbefolkat, med 93 invånare per kvadratkilometer.